# Aníbal Zañartu
Aníbal Zañartu Zañartu (Concepción, 1847 - Tomé, 1 februari 1902) was een Chileens staatsman. Van 12 juli tot 18 september 1901 trad hij op als waarnemend president van Chili.
Zañartu studeerde rechten aan de Universiteit van Chili. Na zijn promotie (1870) vestigde hij zich als advocaat in Santiago. Later begaf hij zich met zijn broers in de mijnindustrie en zij exploiteerden een steenkolenmijn in Dichato vlak bij Tomé. Hij engageerde zich voor de Partido Liberal (Liberale Partij). Zañartu behoorde tot de linkervleugel van zijn partij.
In 1880 trad hij in staatsdienst. Van 1880 tot 1882 was hij gevolmachtigd minister van Chili in Quito, Ecuador. In 1882 werd hij in de Kamer van Afgevaardigden gekozen en in 1885 volgde zijn benoeming tot minister van Buitenlandse Zaken en Kolonisatie. Op 28 juni 1887 benoemde president José Manuel Balmaceda tot minister van Binnenlandse Zaken. Hij vervulde dit ambt maar korte tijd en in 1888 werd hij in de Senaat gekozen. Hij werd herkozen in 1894 en bleef in de Senaat tot zijn overlijden. In 1892 was hij enige tijd vicevoorzitter van de Senaat.
President Federico Errázuriz Echaurren benoemde Zañartu opnieuw tot minister van Binnenlandse Zaken (1896). Omdat president Errázuriz tijdens zijn ambtstermijn, op 12 juli 1901 overleed, werd Zañartu benoemd tot waarnemend president met de titel vice-president. Hij vervulde dit ambt maar korte tijd want op 18 september werd Germán Riesco als president van Chili ingezworen.
Aníbal Zañartu overleed op 1 februari 1902 aan de gevolgen van een hartaanval tijdens een vakantie in Tomé.

## Samenstelling kabinetten
| Ministerie (Presidentschap van Aníbal Zañartu) | Naam/Periode                             |
| ---------------------------------------------- | ---------------------------------------- |
| Binnenlandse Zaken                             | Luis Rodríguez (1901)                    |
| Buitenlandse Zaken, Eredienst en Kolonisatie   | Luis Martiniano Rodríguez Herrera (1901) |
| Financiën                                      | Juan Luis Sanfuentes Andonaegui (1901)   |
| Oorlog en Marine                               | Wenceslao Bulnes (1901)                  |
| Justitie en Openbaar Onderwijs                 | Ramón Escobar Escobar (1901)             |
| Industrie, Openbare Werken en Spoorwegen       | Joaquín Fernández Blanco (1901)          |